# Шуаны (фильм, 1947)
«Шуа́ны» (фр. Les Chouans) (другое название «Посланник короля») — французский чёрно-белый художественный кинофильм, поставленный в 1947 году, режиссёр — Анри Калеф, в главной роли — Жан Маре. Экранизация одноимённого романа Оноре де Бальзака.

## Сюжет
Экранизация одноимённого романа Оноре де Бальзака.
1799 год, время Великой Французской революции. Во французской провинции Бретань идёт ожесточённое вооружённое контрреволюционное восстание крестьян-шуанов, аристократов и священнослужителей — шуанерия. По приказу Жозефа Фуше из Парижа едет Мари-Натали де Верней — в прошлом аристократка, а в настоящее время падшая женщина, красивая шпионка на республиканской службе. Прибыв в Бретань, она должна опираться на помощь Корантена — опытного, амбициозного и беспринципного полицейского. У Мари задание соблазнить и захватить лидера шуанов — маркиза де Монторана, посланника короля, недавно прибывшего в Бретань из Англии. В ожидании на постоялом дворе крупной суммы денег, которая должна прибыть из Великобритании,  маркиз де Монторан встречает Мари де Верней и предлагает сопровождать её в Фужер. Как он и предполагает, его гостеприимство спровоцировало шуанов на резню. В маркиза де Монторана влюбляется мадам дю Га — аристократка-роялистка, вдова казнённого на гильотине, одна из наиболее деятельных и свирепых руководителей движения шуанов. Маркиз де Монторан и Мари де Верней полюбили друг друга и считаются предателями обеих враждующих сторон — шуанов и республиканцев. В надежде бежать в Англию, маркиз и Мари пытаются покинуть охваченную кровопролитными боями Бретань, но погибают.

## В ролях
- Жан Маре — маркиз де Монторан, посланник короля
- Мадлен Лебо — Мари-Натали де Верней, шпионка на республиканской службе
- Марсель Эрран — Корантен, полицейский
- Мадлен Робинсон — мадам дю Га, роялистка, одна из руководителей движения шуанов
- Луи Сенье — аббат Годен
- Пьер Дюкс — комендант Юло
- Поль Амио — граф де Бове
- Жак Шарон — лейтенант Мерль
- Жорж Пуле — маркиз де Гиеник
- Жан Брошар — Пьер Леруа по прозвищу «Крадись-по-Земле»
- Ролан Армонтель — Бопье
- Лео Лапара — Пиле-Мише
- Говард Вернон — капитан Жерар
- Жан-Франсуа Кальве, и др.

## Съёмочная группа
- Продюсер: Жорж Легран
- Режиссёр: Анри Калеф
- Сценаристы: Оноре де Бальзак (автор романа), Пьер Бриве, Шарль Спак
- Композитор: Жозеф Косма
- Оператор: Клод Ренуар
- Художники: Робер Дюмениль, Катрин (по костюмам), Гастон (по костюмам)
- Монтажёры: Жак Грасси, Раймон Невер

## Издание на видео
- Во Франции фильм неоднократно выпускался на DVD. Один из последних выпусков состоялся в 2008 году.
- В СССР и на постсоветском пространстве фильм неоднократно демонстрировался в кинотеатрах и по телевидению.
- В России в современности пока не выпущен на DVD.